# Anglesia Visconti
Pour les articles homonymes, voir Visconti.
Pour les autres membres des familles, voir Famille Visconti et Maison de Lusignan.
Anglesia Visconti (morte le 12 octobre 1439 à Reggio d'Émilie), est la fille de Barnabé Visconti, seigneur de Milan, et de Béatrice Reine della Scala. Elle est membre de la famille Visconti.

## Biographie
Anglesia Visconti épouse, vers 1400, Janus de Lusignan (1374-1432), roi de Chypre. Faute d'enfants, le mariage est annulé vers 1407 et elle revient alors en Italie.
Elle meurt à Reggio d'Émilie le 12 octobre 1439.